# سیارک ۲۸۹۷۸

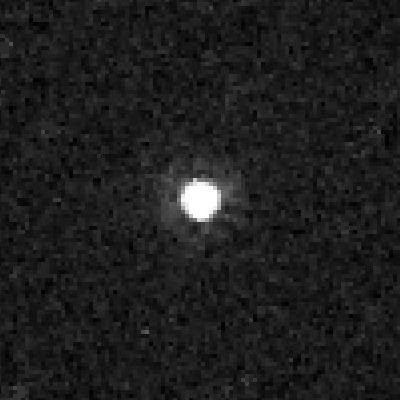

سیارک ۲۸۹۷۸ (به انگلیسی: 28978 Ixion، نامگذاری:2001KX76)  (نماد: ) بیست و هشت هزار و نهصد و هفتاد و هشتمین سیارک کشف شده‌است که در ۲۲ مه ۲۰۰۱ کشف شد.